# パリー島 (スヴァールバル諸島)
パリー島（パリーとう、ノルウェー語: Parryøya, 英語: Parry Island）は、ノルウェー・スヴァールバル諸島の一部である七島群島にある無人島である。島の名前は、イギリスの探検家ウィリアム・エドワード・パリーの名前からつけられた。